# Unfollow the Rules
Unfollow the Rules è un album in studio del cantautore canadese Rufus Wainwright, pubblicato nel 2020.

## Tracce
1. Trouble in Paradise – 3:05
2. Damsel in Distress – 4:42
3. Unfollow the Rules – 6:39
4. You Ain't Big – 2:58
5. Romantical Man – 5:27
6. Peaceful Afternoon – 4:12
7. Only the People That Love – 4:31
8. This One's for the Ladies (That Lunge!) – 4:01
9. My Little You – 1:47
10. Early Morning Madness – 5:32
11. Devils and Angels (Hatred) – 4:16
12. Alone Time – 4:19

## Classifiche
| Classifica (2020) | Posizione raggiunta |
| ----------------- | ------------------- |
| Regno Unito       | 27                  |